# Johannes Franz
Johannes Franz, född 3 juli 1804 i Nürnberg, död 1 december 1851 i Berlin, var en tysk klassisk filolog.
Franz följde 1832 kung Otto till Grekland, där han två år var chef för den grekiska tolkbyrån, och vistades sedan i Rom till 1838, då han bosatte sig i Berlin för att fortsätta det av August Boeckh påbörjade "Corpus inscriptionum græcarum" (av vilket han bearbetade tredje delen). 
År 1840 blev Franz extra ordinarie och 1846 ordinarie professor i grekiska litteraturen vid Berlins universitet. Han utgav även åtskilliga självständiga verk, till exempel Deutsch-griechisches Wörterbuch (1838), De musicis græcis (1840) och Elementa epigraphices græcæ (1840).